# Canton de Clermont-Ferrand-Est
Le canton de Clermont-Ferrand-Est est une ancienne division administrative française située dans le département du Puy-de-Dôme en région d'Auvergne.

## Géographie
Ce canton est organisé autour de Clermont-Ferrand dans l'arrondissement de Clermont-Ferrand. Son altitude varie de 321 à 602 m pour une altitude moyenne de 358 m.

## Histoire
- De 1833 à 1845, les cantons de Clermont-Sud et Clermont-Est avaient le même conseiller général. Le nombre de conseillers généraux était limité à 30 par département[3].
- En 1982, le canton de Clermont-Ferrand-Est était scindé en quatre autres cantons : Clermont-Ferrand-Nord, Montferrand, Clermont-Ferrand-Est et Gerzat. Le périmètre du canton est redéfini par « la portion de territoire de la ville de Clermont-Ferrand délimitée au Nord, à l'Est et au Sud, par les limites de la commune de Clermont-Ferrand ; à l'Ouest, par l'axe des voies suivantes : rue Pablo-Picasso, rue de la Crouzille, rue de l'Oradou, par les limites des sections cadastrales EM-ER, EL-ES, par la rue de la Cartoucherie, par la limite de la section cadastrale CE-ES, par l'axe des voies suivantes : rue de Cournon, rue Guynemer, avenue Édouard-Michelin, rue Niel, rue Pélissier, rue Simmer, rue Entre-les-Deux-Villes, rue du Clos-Four, rue Debay-Facy (jusqu'à la place de la Fontaine), rue Saint-Robert, rue Émile-Combe, rue des Gravanches, ligne de chemin de fer Clermont-Ferrand – Paris (jusqu'à la limite avec la commune de Gerzat)[1] ».
- Depuis les élections départementales de 2015, le nombre de cantons dans la ville de Clermont-Ferrand a été réduit de 9 à 6. Les dénominations et périmètres des cantons de la ville sont modifiés[2].

## Administration

### Résultats électoraux
En 2008, la socialiste Mireille Lacombe est réélue avec 72,56 % des voix ; elle bat Antoine Philippon (UMP). Le taux de participation est de 50,60 %.

### Conseillers généraux de 1833 à 2015
| Période      | Période          | Identité                                             | Étiquette             | Qualité |
| ------------ | ---------------- | ---------------------------------------------------- | --------------------- | --- |
| 1833         | 1843             | Antoine Blatin aîné (1769-1846)                      |                       | Ancien maire de Clermont (1822-1830) |
| 1843         | 1846 (démission) | Junius Verdier-Latour (1795-1861)                    |                       | Avocat, premier adjoint au maire de Clermont (maire de 1843 à 1848)                                                                                           |
| 1846         | 1848             | Claude Cavy                                          |                       | Notaire Directeur du comptoir d'escompte de Clermont |
| 1848         | 1852             | Léon Pierre Bérard de Chazelles                      | Droite                | Propriétaire, maire de Clermont Représentant du peuple (1849-1851, 1852-1863)                                                                                 |
| 1852         | 1865 (décès)     | Charles Auguste Louis Joseph Comte puis Duc de Morny | Majorité dynastique   | Propriétaire, militaire, industriel Membre du Conseil Privé Député (1842-1848, 1849-1851, 1852-1865) Président du Corps Législatif (1854-1865)                |
| 1865         | 1877             | Edmond Pyrent de Laprade (1820-1901)                 | Droite                | Comte romain, Chevalier du Saint-Sépulchre Propriétaire du château de Laprade, maire de Cébazat                                                               |
| 1877         | 1901 (décès)     | François Pommerol (1839-1901)                        | Républicain puis Rad. | Docteur en médecine, maire de Gerzat (1876-1901) |
| 1901         | 1913             | Claude Félix (1863-1938)                             | Rad.                  | Agrégé de Lettres Maire d'Aulnat (1892-1925) |
| 1913         | 1925             | Franck Bellet                                        | Républicain           | Médecin Adjoint spécial de la section de Montferrand |
| 1925         | 1940             | Albert Paulin                                        | SFIO                  | Directeur technique d'une usine de confection Député (1924-1942) Vice-Président de la Chambre des députés                                                     |
|              |                  |                                                      |                       | |
| 1945         | 1963 (décès)     | Ambroise Brugière                                    | SFIO                  | Médecin - Député (1962-1963) Adjoint spécial de Montferrand                                                                                                   |
| 30 juin 1963 | 1970             | Henri Simonnet                                       | SFIO                  | Ouvrier chez Michelin puis employé des hôpitaux Adjoint au maire de Clermont-Ferrand Ancien résistant, déporté à Buchenwald Suppléant du député Arsène Boulay |
| 1970         | 1982             | Maurice Pourchon                                     | SFIO puis PS          | Professeur de lycée Député (1978-1993) Élu en 1982 dans le Canton de Clermont-Ferrand-Nord                                                                    |
| 1982         | 1988             | Juliette Chancel                                     | PS                    | Agent d'accueil Conseillère municipale de Clermont-Ferrand |
| 1988         | 1997             | Serge Godard                                         | PS                    | Professeur d'université Maire de Clermont-Ferrand (1997-2014) Sénateur (1998-2001 et 2010-2011)                                                               |
| 1997         | 2015             | Mireille Lacombe                                     | PS puis PRG           | Retraitée de la Fonction Publique |

### Conseillers d'arrondissement (de 1833 à 1940)
| Période                                  | Période      | Identité                                   | Étiquette | Qualité |
| ---------------------------------------- | ------------ | ------------------------------------------ | --------- | --- |
| 1833                                     | 1836         | Marien Debert-Lhoyer                       |           | Juge de paix à Clermont, conseiller municipal de Montferrand                                                |
| 1836                                     | 1840         | Pierre Conche                              |           | Médecin à Montferrand                                                                                       |
| 1840                                     | 1848         | Mathieu Blanchard                          |           | Juge à Clermont                                                                                             |
| 1848                                     | 1883         | Antoine Victor Barre-Mallye                |           | Ancien notaire, propriétaire à Cébazat                                                                      |
| 1883                                     | 1898 (décès) | Philibert Jay-Sudre (1847-1898)            |           | Maire de Sayat                                                                                              |
| 1899                                     | 1910         | Noël Jean-Baptiste Jay (fils du précédent) |           | Docteur en médecine, maire de Sayat                                                                         |
| 1910                                     | 1928         | Antoine Bayle                              |           | Premier adjoint au maire d'Aubière                                                                          |
| 1928                                     | 1940         | Pierre Boisset                             | SFIO      | Cultivateur à Blanzat                                                                                       |
| 1940                                     |              |                                            |           | Les conseils d'arrondissement ont été suspendus par la loi du 12 octobre 1940 et n'ont jamais été réactivés |
| Les données manquantes sont à compléter. |              |                                            |           | |

## Composition

### De 1982 à 2015
| Communes         | Population (2012) | Code postal | Code Insee |
| ---------------- | ----------------- | ----------- | ---------- |
| Clermont-Ferrand | 14 361 (1)        | 63000       | 63113      |

(1) fraction de commune.

## Démographie
| 1962 | 1968 | 1975 | 1982 | 1990   | 1999   | 2006   | 2011   | 2012   |
| ---- | ---- | ---- | ---- | ------ | ------ | ------ | ------ | ------ |
| -    | -    | -    | -    | 13 050 | 12 710 | 14 008 | 14 455 | 14 361 |